# Andronikos III.
Adronikos III. Palaiologos (1296 Konstantinopol – 15. června 1341) byl byzantský císař, vládl v letech 1328–1341. Uvědomoval si smrtelnou hrozbu osmanských Turků a snažil se ozdravit vyčerpanou říši.

## Životopis

### Před nástupem na trůn
Andronikos se stal roku 1316 spolucísařem svého děda Andronika II. Poté Andronikos spolu se svou rodinou odešel do Soluně, kde žili. Roku 1320 se však odehrála nešťastná událost, při které mladý Adronikos nešťastnou náhodou zabil svého bratra Manuela. Jeho otec Michael zemřel, pravděpodobně v důsledku šoku, který utrpěl, když se hroznou novinu dozvěděl. Vražda a otřesné chování Andronika a jeho přátel, většinou synů pocházejících z mocných aristokratických rodů, císaře Andronika II. natolik rozlítily, že svého vnuka vydědil. Andronikos III. se však odmítal jen tak svých pozic vzdát, uprchl od dvora a v Thrákii začal shromažďovat své přívržence. Tím začala občanská válka.

#### Občanská válka a nástup na trůn
Občanská válka mezi oběma Androniky, dědem a vnukem se rozhořela v letech 1322 až 1328. Obě strany se však vyhýbaly přímému střetnutí a armády císařů se pouze přesunovaly z místa na místo. Přesuny armád postihly hlavně venkovské obyvatelstvo v Thrákii, Makedonii a Thesálii. Za mladého Andronika se postavily především mocní aristokraté, mezi jinými i Kantakuzenové. Oba císaře do občanské války zaplétali i své slovanské spojence, Andronikos II. se opíral o Srbsko v čele se Štěpánem Dušanem, kdežto Andronikos III. o Bulharsko, kde vládl car Michal Šišman. Za těchto okolností nebyla věnována pozornost maloasijským provinciím, kde roku 1326 dobyl sultán Osman Bursu a položil tak základ mocné Osmanské říši. Navíc, z války vytěžily své i Bulharsko a Srbsko, které získaly některá území na úkor říše. Epir a Thesálie vyhlásily nezávislost na říši. Občanská válka byla konečně ukončena roku 1328, kdy Andronikos III. lstí pronikl do Konstantinopole a přinutil svého děda Andronika abdikovat. Stal se tak konečně autokratorem.

### Císařská vláda
Andronikos III. byl jedním z posledních mocných a velkých panovníků Byzantské říše. Snažil se ozdravit finance, udržet říši v nepozměněných hranicích a případně ji i rozšířit.

#### Války s Osmany
Andronikos III. se věnoval především válkám se slovanskými státy na Balkáně. Avšak jeho pozornost si vynutily i nedávné události v Malé Asii, kde se osmanští Turci zmocnili Bursy a učinili z ní své hlavní město. Oslabení východní hranice má své počátky již za vlády císaře Michaela VIII., císaři totiž nevěnovali ve své snaze podmanit si Balkán pozornost východní hranici. Účinný obranný systém pevností z dob Nikájského exilu, byl podlomen šetřením výdajů na obranu hranic. A právě v této době trpěl východ Malé Asie pod nájezdy Mongolů, což vyvolalo velký pohyb tureckých kmenů na západ. Původně malý bezvýznamný osmanský kmen se usadil v Býthii, kde však brzy zahájil své výboje.
Andronikos III. se na Osmany zaměřil hned po nástupu na trůn. Roku 1329 se osobně v čele armády, která však čítala pouze okolo 2 000 mužů, vydal do Býthie, kde zamýšlel osvobodit Bursu a vyhnat Osmany z říšského území. Andronikos byl však Turky zaskočen v Bitvě u Pelekanonu a rozhodným způsobem poražen. Tažení Andronika III. bylo posledním pokusem o byzantskou ofenzívu v Malé Asii. Osmané se tři roky na to zmocnili Nikaey a roku 1337 padlo do jejich rukou významné starověké sídlo římských císařů, Nicomedia. Vše, co Byzanci nyní v Malé Asii zbývalo, bylo několik pevností v Býthii a město Philadelphia. Navíc byla říše ponížena tím, že musela Osmanům za území, která jí zbyla v Anatolii platit roční tribut. Andronikos se již o další významné zásahy proti Turkům nepokusil.

#### Balkánská politika
Na Balkáně musela byzantská říše čelit soutěžení Srbska a Bulharska o hegemonii nad poloostrovem. Císař se však jen tak nemínil svých nároků na území vzdát a zahájil několik válečných kampaní.
Spojenectví s bulharským carem Michalem proti Srbsku nepřineslo žádné kýžené zisky. Navíc byli Bulhaři poraženi v bitvě u Velbaždu roku 1330, dříve než se mohli spojit s byzantskými posilami. Novým bulharským carem se stal poté Ivan Alexandr, se kterým se císař brzy ocitnul v konfliktu o některá thrácká území. Andronikos osobně vytáhl proti Bulharům, avšak opět v čele malé zanedbatelné armády. Bulhaři uštědřili císaři tvrdou porážku u Rusokastra. Byla to poslední velká bitva mezi odvěkými rivaly, sedm set let trvajících konfliktech o nadvládu nad Balkánem. Císař musel učinit územní ústupky v Thrákii a mír byl zaručen sňatkem dětí obou panovníků.
V soupeření se Srbskem došlo ke konfliktu roku 1334. Srbský vládce Štěpán Uroš IV. Dušan expandoval na území byzantské říše v Makedonii. Podařilo se mu získat významné strategické body v oblasti jako byly Ochrid, Kastoria, Strumica a další. Navíc, guvernér Soluně Syrgiannes Palaleologos přešel na stranu Srbů. Srbové situace využili a s vojskem vytáhli proti Soluni. Naštěstí se byzantskému veliteli Sphrantzesovi Palaiologovy podařilo Syrgianna zabít. Když se Srbové dozvěděli o Syrgiannově smrti, vypukl v jejich řadách zmatek a dali se na ústup. V srpnu roku 1334 pak Štěpán Uroš IV. uzavřel s císařem mír. A Andronikos obnovil svrchovanost říše nad ztracenými oblastmi.
Přes tyto neúspěchy se císaři Andronikovi opět podařilo získat nadvládu nad Thesálií, někdy v letech 1330 až 1333. Nakonec roku 1337 dokončil podmanění Epiru, kam se vydal s vojskem. Úspěchu císaře napomohly dynastické rozpory v obou zemích.

#### Italské republiky
Na rozdíl od svých předchůdců císař Andronikos zachovával značně nepřátelský postoj k italským republikám, které považoval za parazity byzantské ekonomiky. Zaujal proti nim zcela nekompromisní postoj a po celou dobu vlády se cílevědomě snažil oslabit jejich postavení v egejské oblasti. Obnovené byzantské loďstvo dobylo Lesbos, který byl ovládnut na čas Janovany. Jeho loďstvo poté obnovilo kontrolu nad všemi ostrovy ztracenými za občanské války a donutilo uznat svrchovanost Byzance i některá latinská knížectví na ostrově Euboia.

### Vnitřní politika císaře
Andronikos III. zdědil říši na pokraji zhroucení. Po celou dobu vlády se snažil o efektivní reformy, které měly posílit byzantskou společnost. Zatímco sám se věnoval spíše lovům a válkám, správu říše vykonával jeho přítel a ministr schopný Jan Kantakuzenos, ten byl jmenován i megas domesticem, nejvyšším velitelem vojska. Císař a jeho ministři reorganizovali byzantské námořnictvo, které čítalo roku 1332 okolo deseti lodí. Byla provedena i reforma soudního systému, zřízení čtyř univerzálních soudů. Zvýšeny byly tresty za korupci a daňové úniky. Ve městech, která byla ještě životaschopná, bylo provedeno zdanění bohatých měšťanů.

## Hodnocení

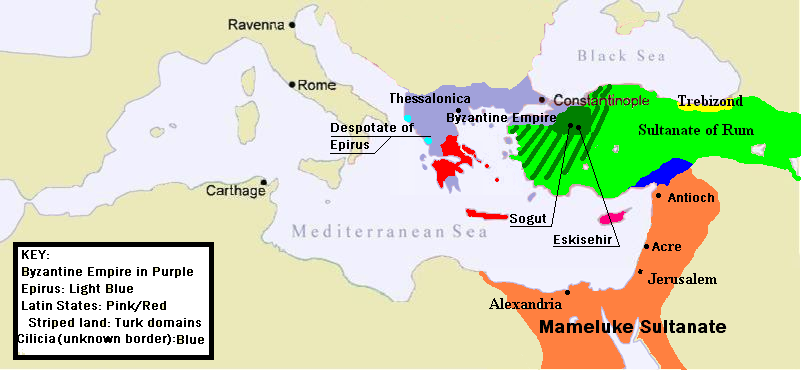
Byzantská říše za vlády Andronika III.

Způsob jakým převzal Andronikos III. vládu, nebyl zrovna ideální. Císař se však projevil jako schopný vládce, který alespoň na čas zastavil nezadržitelný úpadek Byzantské říše. Účinnými reformami říši posílil. Podařilo se mu obnovit loďstvo a na rozdíl od svých předchůdců se nespoléhal na nespolehlivé zahraniční žoldnéře.
Císař sám o sobě nebyl zrovna nejschopnějším, ale úspěch jeho vlády spočíval v tom, že se dokázal obklopit zkušenými muži, jako byl pozdější císař Jan Kantakuzenos, kteří spravovali říši za císaře, zatímco on se věnoval válečným tažením. Došlo tak k jakémusi přerozdělení vládní moci do několika oblastí. Nemůžeme Andronikovy ani upřít jeho válečné úspěchy, za jeho vlády se sice již zhroutila východní hranice, ale netoliko jeho vinou. Východní hranici nebyla věnována dostatečná pozornost od obnovení Byzantské říše a Andronikos se mohl již pokusit pouze ochránit zbylá území. Dále císař utrpěl porážku od Bulharů, ale na druhou stranu se mu podařilo zastavit postup Srbů. Vítězstvím nad Epirem, Thesálií a latinskými knížectvími se sjednocení Balkánu přiblížil víc, než kterýkoliv císař od smrti Manuela I. Komnena. Andronikos bývá moderními dějinami poněkud opomíjen. Je nutno zdůraznit, že po jeho předčasné smrti nastal rapidní pokles byzantské moci.

## Rodina
Andronikos III. byl dvakrát ženat, jeho první manželkou byla Adelhaid Brunšvická, která zemřela roku 1324, poté se jeho manželkou stala Anna Savojská, se kterou měl několik dětí:
- Jan V. Palaiologos – Císařův nástupce
- Michael Palaiologos – Despota
- Marie – Manželka bulharského cara Michaela Asena IV.
- Irena – Manželka Francese z Lesbu